# Колотая рана
Колотые раны — характеризуются небольшой зоной повреждения тканей, обычно имеет ровные края. Раны в области грудной клетки и живота могут представлять большую опасность, так как при длинном ранящем предмете возможны повреждения внутренних органов. При колотых ранениях конечностей оказание неотложной помощи необходимо в случаях, когда имеется повреждения магистральных сосудов и нервов. Колотая рана — когда входное отверстие меньше глубины раневого канала (при отсутствии поражения магистральных сосудов кровотечение незначительно). Заживление этих ран после хирургической обработки чаще благоприятное.

## Классификация

### По глубине проникновения в ткани
- Слепая
- Сквозная

### По анатомическим особенностям места ранения
- С повреждением внутренних органов (обычно перечисляются)
- Без повреждения внутренних органов

### По осложнениям места ранения
- С массированным кровотечением (при повреждении крупных сосудов)
- С частичным выпадением внутренних органов (при значительном размере ворот раны)

## Этиология
Возникает, как правило в результате ранения клинка оружия или острым предметом (кортик, стальной прут).
В чистом виде встречаются редко, чаще всего комбинированы с другим видом раны (колото-резаная).

## Патогенез
Зависит от анатомической локализации (какие внутренние органы и как повреждены). Возможно массированное кровотечение вследствие повреждения крупных сосудов.
Любая колотая рана считается условно инфицированной, особенностью является проникновение инфекции на значительную глубину.

## Клиника
Клинические проявления обуславливаются особенностями конкретной раны.

## Диагностика
Длина раневого канала должна превышать его ширину (ворот раны). На поверхности кожи должны отсутствовать следы пореза. Края раны загнуты внутрь (если раневой агент не извлекался).

## Лечение

### Первая помощь
Большую опасность представляет кровотечение, поэтому на стадии первой помощи необходимо использовать методы временной остановки кровотечения (тампонада раны, наложение давящей повязки или жгута). Исключить или остановить внутреннее кровотечение при оказании первой помощи часто не представляется возможным, поэтому рекомендована эвакуация пострадавшего в медицинское учреждение.
На рану накладывается стерильная повязка. Если в ране находится инородное тело (нож, заточка), то оно должно быть зафиксировано перед эвакуацией. Попытка вынуть инородное тело может усилить кровотечение и привести к развитию шока.

### Квалифицированная медицинская помощь
Обуславливается осложнениями конкретной раны.
При отсутствии осложнений, после промывания раны следует послойное ушивание по ходу раневого канала.

## Прогноз
При своевременно оказанной первой и квалифицированной врачебной помощи, при отсутствии поражения крупных сосудов и нервных стволов, прогноз условно благоприятный. После окончания курса лечения трудоспособность восстанавливается полностью.